# Pinedale (Wyoming)
Pinedale város az USA Wyoming államában, Sublette megyében, melynek megyeszékhelye is. Lakosainak száma 2005 fő (2020. április 1.).

## Népesség
A település népességének változása:

| 2010 | 2 030 |
| 2020 | 2 005 |